# リュ・ジナ
劉 振雅（リュ・ジナ、朝鮮語：류진아）は、朝鮮民主主義人民共和国の女性歌手、音楽ユニット牡丹峰楽団のボーカルメンバーである。功勲俳優。平壌市船橋区域の栗谷（リュルゴク）中学校（現在、高級中学校）児童音楽班卒業。
独唱代表曲に、普天堡電子楽団版カバーの「我らは勝利者」《우린 승리자》、2015年4月発表の「私の心」《내 마음》など。また、2013年12月の張成沢処刑後、功勲国家合唱団の演奏で「希望溢れる我が祖国よ」《희망넘친 나의 조국아》、「あの方なしでは生きられない」《그이 없인 못살아》を発表した（その後、二曲とも牡丹峰楽団の演奏で、他メンバーの独唱あるいは重唱が発表された）。

## 独唱曲一覧
発表順

### 2012年
- 「戦士の歌」《전사의 노래》
- 「祖国と私」《조국과 나》
- 「母の声」《어머니의 목소리》
- 「燃える願い」《불타는 소원》＊キム・ユギョンも同曲を歌っている

### 2013年
- 「燃える生を我らは愛する」《불타는 삶을 우린 사랑해》＊同上
- 「我らは勝利者」《우린 승리자》
- 「後代たちのために」《후대들을 위하여》＊公演のみ
- 「戦勝の祝砲よ語れ」《전승의 축포여 말하라》
- 「希望溢れる我が祖国よ」《희망넘친 나의 조국아》＊功勲国家合唱団演奏
- 「あの方なしでは生きられない」《그이 없인 못살아》＊同上

### 2014年
- 「勇士たち」《용사들》＊録音した年度は推定。2017年9月29日付の金日成放送大学のサイト「我が民族講堂」（ournation-school.com）で音源が公開される[3]。ラ・ユミも同曲を歌っている。

### 2015年
- 「私の心」《내 마음》
- 「人情の世界」《인정의 세계》
- 「運命の手」《운명의 손길》

### 2016年
- 「ああ、恋しい元帥様」《아 그리운 원수님》 ＊青峰楽団演奏。先に2016年2月の二回の牡丹峰楽団公演でキム・ユギョン、チョ・グキャン（グクヒャン）の二重唱と傍唱（パンチャン）で歌われている。